# Frankische Oorlog (428)
De Frankische oorlog (428) was een kortdurend militair conflict tussen de Franken en het West-Romeinse Rijk onder keizer Valentinianus III. In dit conflict is alleen met zekerheid te zeggen dat de Romeinse generaal Aetius hierbij betrokken was. De aanwezigheid van koning Clodio als aanvoerder van de Franken is een veronderstelling en wordt niet bevestigd door contemporaine bronnen. De oorlog eindigde in een Romeinse overwinning.

## Achtergrond
Omstreeks 400 bestond het Frankische stamverband uit twee deelgroepen, de Salische Franken en de Ripuarische Franken, waarvan de Saliërs binnen het Romeinse Rijk als foederati verbleven en de Ripuariërs ter hoogte van Keulen op de oostelijke oever van de Rijn leefden. In de noordelijkste provincie Germania Secunda leverden beide stammen troepen aan de Limitanei die belast waren met de bewaking van de Rijngrens. Tijdens de crisis waarin het westelijke rijk belandde als gevolg van de Rijnoversteek en de burgeroorlog die uitbrak, steunden de Franken de Britse usurpator Constantijn III en na diens ondergang de Gallische usurpator Jovinus. Constantius III, de opperbevelhebber van keizer Valentinianus maakte uiteindelijk een einde aan de burgeroorlog en herstelde het centraal gezag in Gallië. Hij sloot nieuwe verdragen met de volken aan de Rijngrens en herstelde daarmee de band met keizer Honorius. 

## Inval van de Franken
Volgens Sulpicius Alexander werden de Franken in die tijd geleid door regales, kleine koningen. Uit de contemporaine bronnen zijn van hen geen namen overgeleverd.  Chlodio, is de eerste koning waarover geschreven werd. Profiterend  van de verzwakking van de Romeinse macht, veroorzaakt door de burgeroorlog tussen 427 en 429, viel de Franken Noord-Gallië binnen en bezetten het grondgebied tot aan de Somme.  De inval was succesvol want de Romeinse milities die ingezet werden, werden verslagen of verdreven. Een echte reactie van de Romeinen bleef eerst uit omdat Aëtius, de bevelhebber van het Gallische veldleger, in Italië verbleef.

## Veldtocht van Aetius
Aëtius, comes et magister militum per Gallias, was een voormalige generaal van de afgezette keizer Johannes die in 426 succesvol een einde maakte aan de opstand van Theodorik I. Hij was in Ravenna voor nader overleg met Felix, de opperbevelhebber, die de crisis wilde bezweren waarin het West-Romeinse Rijk terecht was gekomen als gevolg van de opstand van comes Africanae Bonifatius in Noord-Afrika. De burgeroorlog aldaar maakte een moeilijke fase door als gevolg van incompetent optreden door de leiding van het expeditieleger die de opstand van Bonifatius moest neerslaan. De opstand van de Franken was een complicerende factor die eveneens met voorrang opgelost moest worden. Aetius keerde terug naar Gallië en een andere generaal Sigisvult vertrok naar Afrika.
Aetius beschikte naast de Comitatenses, het Gallische veldleger over een groot contigent Hun-soldaten, die beroemd waren om hun vaardigheid als bereden boogschutters. Het was een logische beslissing om het bereden leger van Aetius snel naar Gallië te zenden om opmars van de Franken in het uiterste noorden tegen te houden. Aetius leidde zelf de legermacht en versloeg de Franken in 428. Vervolgens herstelde hij de Romeinse macht over een deel van het grondgebied dat ze in bezit hadden genomen.